# Monogereion
Monogereion, monotipski rod glavočika, dio tribusa Eupatorieae. Jedina vrsta je brazilski endem M. carajensis iz Južne Amerike

## Opis
Rod Monogereion uključuje jednu zeljastu vrstu koja je poznata iz relativno ograničenog područja u državi Para, Brazil. Odlikuje se rascjepkanim listovima, proširenom bazom stila i papusom od jedne duge čekinje s brojnim kraćim ljuskama. Opisan je 1971.

## Sinonimi
Nema.